# 山口県立豊浦総合支援学校
山口県立豊浦総合支援学校（やまぐちけんりつ とようらそうごうしえんがっこう）は、山口県下関市豊浦町小串にある県立特別支援学校。
寄宿舎を併設している。

## 学校施設の特色
- 県内唯一の病弱特別支援学校で、山口県済生会豊浦病院が隣接している。

## 指導科構成
- 小学部
- 中学部
- 高等部

## 沿革
- 1960年7月1日 - 国立療養所小串清風荘内に豊浦町立小串小学校並びに豊浦中学校の養護学級として、清風学園が発足。
- 1967年10月 - 国立療養所小串清風荘は、国立療養所山口病院と改称。
- 1972年4月1日 - 山口県立豊浦養護学校設立。小学部7学級、中学部4学級。
- 1981年4月 - 国立療養所山口病院を国立山口病院と改称。小学部11学級、中学部7学級。
- 1997年4月 - 高等部開設。小学部8学級、中学部8学級、高等部4学級。
- 2000年7月 - 隣接病院が山口県済生会豊浦町立病院になる。
- 2005年2月13日 - 下関市との合併により、隣接病院が下関市立済生会豊浦病院となる。
- 2008年4月1日 - 学校名を「山口県立豊浦総合支援学校」に改める。
- 2016年4月 - 隣接病院が山口県済生会豊浦病院になる。

## 所在地・アクセス
- 本校（JR小串駅下車徒歩3分）
住所　〒759-6302　山口県下関市豊浦町小串石堂7-136